# Miguel Ruelas
Miguel Ruelas (Zacatecas, Zacatecas; 1838 - Ciudad de México, 22 de septiembre de 1880) fue un abogado y político mexicano que ejerció como ministro de Relaciones Exteriores durante la primera etapa del Porfiriato.

## Estudios y poder legislativo
Estudió la carrera de abogado. Fue diputado del Congreso de la Unión y fue senador en 1875. Durante la presidencia de Sebastián Lerdo de Tejada militó en la oposición.  Fue director de la Escuela Nacional de Jurisprudencia.

## Ministro de Relaciones Exteriores
El 24 de enero de 1879, ocupó por primera vez la titularidad del Ministerio de Relaciones Exteriores ejerciendo el cargo hasta marzo del mismo año. Durante el primer período turnó al Ministerio de Hacienda la solicitud de apertura al comercio extranjero en San José del Cabo solicitada por el gobierno de Estados Unidos, la cual fue rechazada.  
El segundo período fue de abril a diciembre de 1879, en esa ocasión pudo restablecer las relaciones diplomáticas con el gobierno de Bélgica, las cuales se encontraban suspendidas desde el fusilamiento de Maximiliano de Habsburgo acaecido al finalizar el Segundo Imperio Mexicano en junio de 1867. Durante el primero y segundo período, fue el responsable de atender los problemas de incursiones que realizaban las fuerzas militares estadounidenses en la frontera entre Estados Unidos y México, pues estos perseguían a los indios en el área.
Su tercer período comenzó en febrero de 1880, durante el cual, estrechó las relaciones con los gobiernos de Estados Unidos, Guatemala, Argentina, Honduras y El Salvador. Ruelas murió el 22 de septiembre de 1880, un año más tarde durante el gobierno de Manuel González Flores su cuerpo fue trasladado a la Rotonda de las Personas Ilustres.